# Republica Bănățeană
Republica bănățeană (germană Banater Republik, sârbă Banatska republika, cu alfabetul chirilic: Банатска република, maghiară Bánáti köztársaság) a fost un stat proclamat la Timișoara pe 31 octombrie, 1918, odată cu destrămarea Imperiului Austro-Ungar. Republica era o tentativă de a menține integritatea Banatului multi-etnic, în fața pretențiilor teritoriale ale națiunilor interesate. Durata sa de viață a fost foarte scurtă, Republica încetând să mai existe pe 15 noiembrie 1918, odată cu intrarea forțelor armate sârbe în Banat.

## Istoric

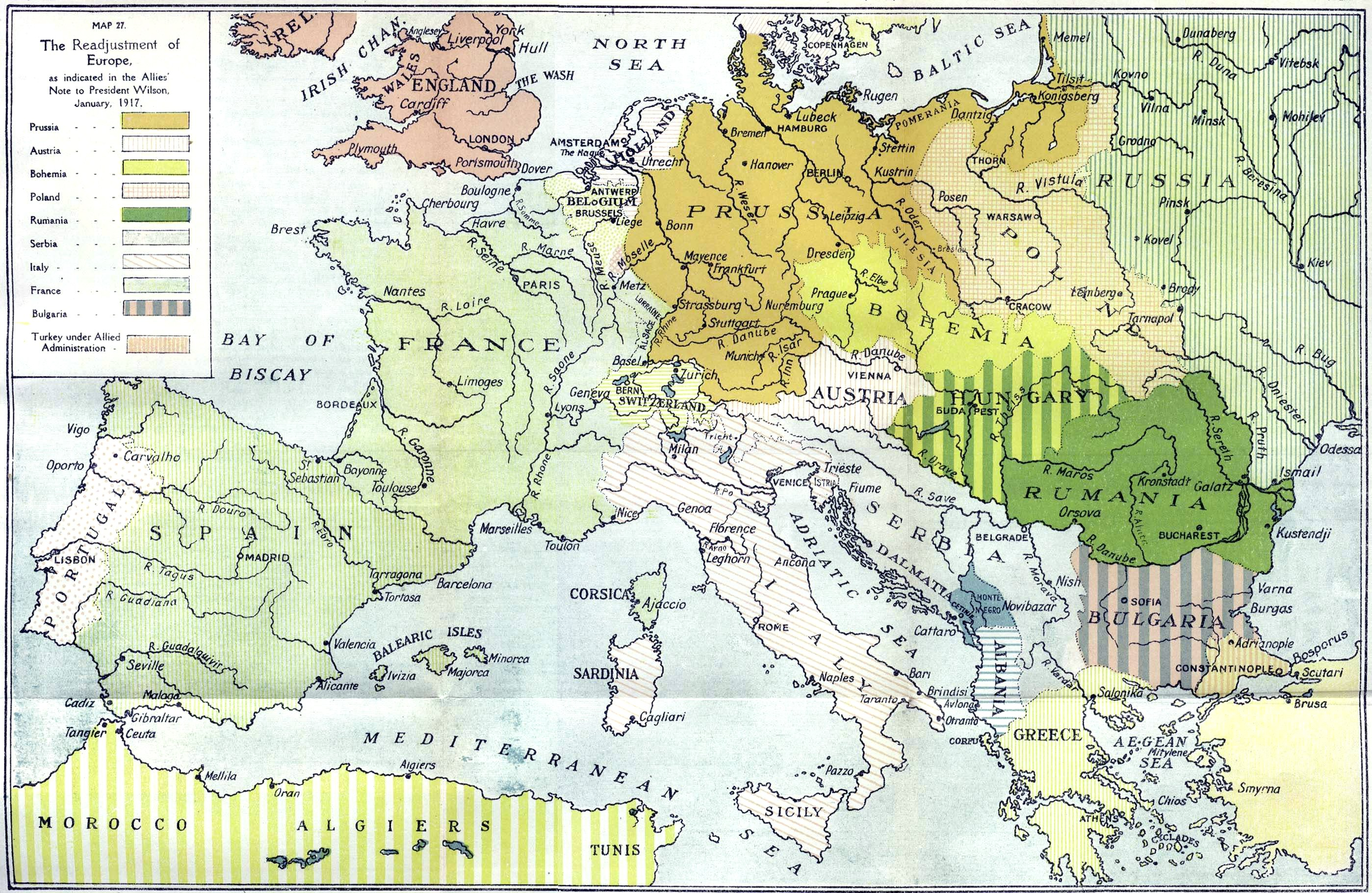
... ci României. Cu toate acestea, Serbia a ocupat întregul Banat, revendicându-l. La vremea respectivă sârbii reprezentau 17,97% din populația regiunii, fiind al treilea grup etnic, după români și germani.

Sfârșitul primului război mondial a văzut populația Timișoarei într-o stare extrem de tensionată. La 31 octombrie 1918, are loc o mare demonstrație de stradă la Timișoara. În aceeași zi, în sala cazarmei militare, are loc o întrunire a celor mai importante personalități politice și militare locale și se înființează un Consiliu Național al Banatului, cu reprezentanți ale celor mai importante etnii din Banat: români, sârbi, germani și unguri.
Cu o zi înainte, dr. Otto Roth, membru în conducerea Partidului Social Democrat (bolșevic) din Ungaria și locotenentul colonel Albert Bartha, șeful Statului Major al Comandamentului Militar Timișoara, au participat, în Budapesta la întrunirea liderilor politici maghiari care încercau să perpetueze  în haină nouă status quo-ul de dominație maghiară. Întorși la Timișoara, au convorbiri, în seara de 30 octombrie, cu fruntașii maghiari locali și decid ca la adunarea populară din ziua următoare, care încheia demonstrația antiaustro-ungară de stradă, să proclame Republica Autonomă Bănățeană, în cadrul Ungariei (vezi Ungaria Sfaturilor, proclamată de Bela Kuhn) și să înființeze Sfatul Poporului din Banat, subordonat guvernului din Budapesta. Lider avea să fie  dr. Otto Roth, iar comandant al armatei Albert Bartha. La adunarea din 31 octombrie, Otto Roth proclamă Republica Bănățeană și declară că va rămâne atașat noului guvern maghiar. Manevra însă nu era deloc agreeată de români care o vedeau ca pe o încercare de a împiedica unirea Banatului cu Regatul României.  Fruntașii românilor părăsesc consfătuirea și, într-o întrunire separată, alcătuiesc Consiliul Militar Național Român, având ca președinte pe dr. Aurel Cosma. Acesta răspundea deciziilor lui Otto Roth astfel: "Noi, românii, nu putem primi propunerea domnului Otto Roth. Aspirațiile neamului nostru ne îndeamnă să urmăm altă cale. Vom constitui Consiliul nostru național."
Tot în ziua de 31 octombrie s-a constituit Sfatul Național Militar al Șvabilor din Banat, având ca lider pe locotenentul colonel Albert Fuchs. În seara de 31 octombrie, mii de români din Timișoara și satele învecinate participă la o impresionantă adunare națională în Piața Libertății. Adunarea românilor majoritari aprobă cu ovații cuvintele rostite de dr. Aurel Cosma: „De astăzi înainte s-au rupt pentru totdeauna lanțurile robiei națiunii române." Consiliul Militar Național Român se impune încă din primele zile cu o importantă forță politică, iar prin Comitetul Executiv a susținut interesele locuitorilor români și va acționa cu hotărâre pentru Unirea Banatului cu România. Va avea o contribuție majoră la impulsionarea procesului de instaurare a conducerii politico-administrative în localitățile bănățene. Într-un comunicat adresat populației arată că s-a atașat Consiliului Național Român Central de la Arad și va recunoaște numai dispozițiile acestuia. Era o declarație fermă prin care respingea ideea autonomiei Banatului sub forma Republicii Bănățene și totodată o exprimare limpede a voinței de Unire cu România.
La mijlocul lunii noiembrie, situația din Timișoara se complică și mai mult. În baza unei Convenții Militare semnate la Belgrad, armata maghiară trebuia retrasă la nord de râul Mureș. Teritoriul evacuat trebuia ocupat de forțele aliate. Pe acest temei, unitățile militare sârbe intră în Banat și la 14 noiembrie 1918 ocupă Timișoara. Comandamentul sârb preia administrația militară, dizolvă Gărzile naționale (române, germane și maghiare), iar mai târziu preia și administrația civilă.
În 1919, Banatul a fost împărțit între România și Regatul Serbiei, Croaților și Slovenilor (numit mai târziu Iugoslavia). Mai târziu, o ultimă încercare de independență vine din partea germanilor din Banat, care în data de 16 aprilie 1920 trimit o petiție la Conferința de Pace de la Paris, cerând reinstituirea republicii, care ar fi inclus nu doar Banatul dar și regiunea vecină Bačka. Noua republică urma, după planurile germanilor, să fie împărțită în cantoane care să fie administrate de grupurile etnice majoritare din fiecare canton. Conferința de Pace de la Paris a refuzat însă această propunere.

## Populația
Populația Republicii Bănățene era de 1.582.133, dintre care 592.049 români (37,42%), 387.545 germani (24,50%), 284.329 sârbi (17,97%), 242.152 unguri (15,31%), precum și comunități de slovaci, carașoveni și ruteni. Componența religioasă era după cum urmează: 855.852 ortodocși (54,10%), 591.447 romano-catolici (37,38%), precum și grupuri mai puțin numeroase de calviniști, luterani, greco-catolici, evrei etc.